# Dadva
Dadva è un comune dell'Azerbaigian situato nel distretto di Masallı. Conta una popolazione di 4 233 abitanti.